# Qirmizigaya (Khojavend)
Qirmizigaya est un village de la région de Khojavend en Azerbaïdjan.

## Histoire
En 1992-2020, Qirmizigaya était sous le contrôle des forces armées arméniennes. En 2020, au cours de la deuxième guerre du Haut-Karabagh, la région de Khojavend, y compris le village de Qirmizigaya est passé sous le contrôle des forces azerbaïdjanaises,.

## Géographie
Le village de Qirmizigaya de la région de Khojavend est situé dans la circonscription administrative de la bourgade d'Hadrout.

## Économie
La principale occupation de la population est l'élevage et l'agriculture.